# Cyanopterus variegatus
Cyanopterus variegatus är en stekelart som först beskrevs av Szepligeti 1913.  Cyanopterus variegatus ingår i släktet Cyanopterus och familjen bracksteklar. Inga underarter finns listade i Catalogue of Life.